# 篠原踊
篠原踊（しのはらおどり）とは奈良県五條市の大塔町最東端、十津川支流の舟ノ川流域に点在する集落の中でも最奥に位置する篠原地区に伝わる踊りである。記録作成等の措置を講ずべき無形の民俗文化財（選択無形民俗文化財）、奈良県指定無形民俗文化財。「篠原踊」は古い時代には「川瀬踊り」ともいった。江戸時代末期の医家で博物学者の畔田伴存（翠山）は「躍有り。川瀬躍と云ふ」と記録しており、篠原を川瀬と呼び特有の踊りがあることを伝えている。

## 歴史
毎年1月25日、大塔町篠原の天満神社の初天神祭で神事が営まれた後に境内で「式三番」といわれる「梅の古木踊り」「宝踊り」「世の中踊り」の3曲が地元の住人らにより奉納される。この踊りはオオカミ退治を神に祈願しその願果たしの御礼として始められたと伝わる。1955年（昭和30年）に奈良県の無形民俗文化財に指定され、住民らが保存会を組織して素朴で古雅な踊りを伝えている。
大塔町篠原地区や隣接する大塔町惣谷地区など一帯はかつては「坪杓子」を作る木地師たちの里として栄えていた。篠原地区も今では深刻な過疎化で数十人が暮らすだけの静かな山村だが戦前までは400人近い住人が住んでいたといい、この祭りも前後に3日間続く地区で最も盛大な祭りであった。かつては氏神様へ3曲を奉納したあとは地区の萬福寺で地芝居などを挟みながら数多くの踊りが披露され村人の大きな娯楽となっていた。祭りの期間には各家に泊り込む人もたくさんいて集落に人があふれかえっていたという。戦前の1939、40年（昭和14、15年）頃まではこの形式が受け継がれていたが途絶え、戦後の1952年（昭和27年）頃に研究者の来訪で復活したが、それも2、3年で途絶えてしまったといい、今では1月25日に集落からさらに高所の天満神社の境内で3曲を奉納するのみになっている。
過疎化による後継者不足は深刻で2013年（平成25年）には踊り手がわずか3名となり、2014年（平成26年）の祭礼では踊りの奉納が見送られた。篠原おどり保存会では広く地区外からも参加者を募り同年10月からは地区外の牧野公民館（五條市中之町）で稽古を重ね、2015年（平成27年）の奉納には16名の踊り手が参加した。同年の踊り手のうち篠原地区の住人は男性1名のみ、出身者も女性6名で、地区外からの参加者により伝統が守られた。
篠原の隣の集落である惣谷でも同じように祭りでは古くから踊りと地芝居が伝えられてきたが、気風の違いからか篠原では「篠原踊」として踊りが伝承されているのに対し、惣谷では「惣谷狂言」と呼ばれる地狂言が現在に残り奈良県指定無形民俗文化財となっている。篠原踊と同じ1月25日に惣谷地区の天神社では惣谷狂言が奉納されるため、近年は開始時間を午前と午後に振り分けるのが慣例となっており、見物客は両方の行事を拝観することができる。

## 演目
踊りは区長が口上を述べて始まるが、この口上について1942年（昭和17年）に発行された『吉野西奥民族採訪録』（宮本常一著）などの研究書によると、かつては「今年はシシ（猪）も出ず猿も出ずキリハタ（切畑）も豊作で氏神様に何か踊りを献じましょう」と述べたと記録されており、オオカミ封じの起源が感じられるが、栗栖健（毎日新聞記者）は著書『日本人とオオカミ』の中で、吉野郡十津川村の高滝神社や玉置神社がオオカミを神の使いとしていた形跡を取り上げ、篠原踊のこの口上も、オオカミのおかげでイノシシや猿の食害から作物が守られたことに対する感謝の言葉ではなかったかと推察している。
「式三番」といわれ他の踊りと区別されている3曲は昔からこの天神祭の神事でのみ披露され、地区外のイベントに招かれた場合などでも踊ることはない。踊りは音頭にあわせて紋付袴姿の男性が締太鼓を打ち、女性は扇を持って、ともに横並びになり踊る。昔は若い衆と嫁入り前の娘が踊りを勤め唄い手は別にいたが、現在は男性が太鼓を打ち踊りながら唄うのでさらに難しくなったという。どの踊りも扇の振り方、太鼓の打ち方、体の動かし方、唄の節回しなどすべてが優雅で、この独特のテンポと間で表現される踊りを見ていると時間が経つのを忘れてしまうほどに魅了される。
踊り歌は48曲もあったというが現在歌詞が伝わるのは38曲である。近年では前述の3曲のほかに「入波踊り」「御舟踊り」「田舎下り踊り」「綾取踊り」「哀れ龍田踊り」「十七八踊り」「俄か踊り」「御稚児踊り」「御原木踊り」「近江踊り」「新宮踊り」などが踊られる。これらの踊りの中には男性が締太鼓を胸に吊る曲、足を伸ばして座り足先に太鼓を置いて打つ曲、男性が円陣を組んでまわりながら内または外に向かって太鼓を打つ曲などもあり芸態は変化に富んでいる。唄は神事のときだけでなく普段でもよく唄われていたといい、「入り波」という曲は子守唄でもあり孫を寝かしつけるときに唄うとよく眠るいう人もいる。
「式三番」といわれる「梅の古木踊り」「宝踊り」「世の中踊り」の奉納踊りの3曲は、梅の古木のような長寿と、よろずの富と、平穏無事を象徴しており庶民の願いを表しているといえる。「世の中踊り」では「世の中をゆりや直いて みな世の中をゆりや直す」と唄う。かつて上方では地震があると「世直し世直し」と唱えることがあったが、揺り動かしてでも良い世の中にと願う踊り歌の詩は大変珍しく、恐らくは幕末から明治維新にかけての世直し運動の影響が奥深い山村まで波及してきたと思われる。大地震の果てに新しい世界の出現を願う民衆の潜在意識が封じ込められたように、毎年悠々と唄い続けられている。
民俗芸能の研究によると、室町時代から江戸時代初期にかけて全国で広まった風流踊りが吉野の奥深いこの地域まで伝わったと説明されている。外の地域では風流踊りは歌舞伎踊りへと洗練されていくが、篠原地区では時の流れをよそに素朴な踊りを大切に守り伝えてきた。そこには山奥の里で代々暮らしてきた生活、感情などのすべてが幾重にも折り畳まれるように込められており、洗練さとはまったく別の心と文化が踊りの中に息づいている。

## 周辺分布
『奈良縣風俗誌』（1915年 <大正4年> ）によれば、篠原踊りは古くから近村近郷での評判も高く、招きにより興行に出かければ歓迎を受けたようである。
篠原踊りの影響を受けた踊りは近村にも広がっていたとみられ、宮本常一の『吉野西奥民族採訪録』によると「川瀬踊り」という踊りが吉野郡天川村川合や十津川村大字旭字迫（せ）にあったとされている。宮本が迫を訪ねた折はちょうど秋祭りで、神事後の余興に篠原踊りを何番か踊ったという。これについて後の林宏の調査では、迫の人々が篠原の踊りに加わっても踊ることができるが、迫や中谷の踊りは本来盆のオオオドリというもので篠原踊りではないとする見解もあり、谷村晃編『十津川の盆踊り』（1992年）にもほぼ同様の報告がある。
十津川村旭の盆踊りでは1950年（昭和25年）頃まで篠原踊りと同種の踊りが踊られていたようで「旭踊り」ともいい、歌本に残されている歌の大半が篠原踊りと重なる。また篠原や惣谷と同じ舟ノ川筋の十津川村大字沼田原の盆踊りにも篠原踊りと同種の踊りが伝わっていた時代があり「大踊り」といいまた「太鼓踊り」と呼んだという。十津川村大字谷瀬には篠原から嫁いだ女性が踊りを伝え、谷瀬の盆踊りには「哀れ龍田」「長崎」「白糸」等の曲名が残っている。また谷瀬には明治40年頃までは「大踊り」があり演目に「ミナイチ」という踊りがあったらしい。谷瀬と盆踊りで行き来のあった十津川村大字高津でも「白糸」などが盆に踊られていた。また県境を越えた和歌山県田辺市本宮町土河屋（つちごや）にも祖先が舟ノ川上流の川瀬で習ってきたという盆踊りが伝承されている。